# Alex Baldoni
Alex Baldoni (né le 27 décembre 2003) est un canoéiste de slalom franco-canadien.
Bien que Baldoni soit né à Pau, en France, il a choisi de représenter le pays de naissance de sa mère. Quand il a commencé à concourir à l’échelle internationale, il a choisi le pays d’origine de sa mère Christine, qui est originaire de Sault-Sainte-Marie, en Ontario, et faisait de la course à pied de compétition. Quand Baldoni était plus jeune, sa famille passait un mois par année au Canada.

## Carrière
Baldoni s’est qualifié pour Paris 2024 en remportant l’épreuve masculine de C-1 à la rencontre de qualifications olympique des Amériques de canoë slalom de la COPAC 2024. Il a ensuite terminé quatrième dans cette épreuve aux Championnats panaméricains 2024. Baldoni avait remporté l’argent à l’épreuve masculine de C-1 des Championnats panaméricains en 2023.
Baldoni a participé à ses premiers Championnats du monde seniors de l’ICF en 2021. Cette année-là, il a réalisé la meilleure performance dans l’histoire du Canada en canoë masculin aux Championnats du monde juniors de l’ICF quand il a pris la sixième place. En 2023, Baldoni a atteint la finale de l’épreuve masculine du C-1 aux Championnats du monde des moins de 23 ans de l’ICF, décrochant la 10e place au total.  
Baldoni a fait ses débuts en Coupe du monde de l’ICF dans sa ville d’origine de Pau, en France, en novembre 2020 et il a alors atteint les demi-finales au C-1 ainsi qu’au K-1.
Débuts : A commencé à pratiquer le kayak dans le cadre d’un programme scolaire à l’âge de 10 ans et a commencé à faire de la compétition un an plus tard. Il a été initié au kayak dans le cadre d’un programme offert par Aldric Estanguet, frère du triple champion olympique au C-1 Tony Estanguet. Au départ, il craignait de se retrouver à l’envers dans l’eau et de devoir ramener son embarcation à l’endroit, mais il a vite eu le coup de foudre pour la sensation de pagayer en eau vive. Il a d’abord participé à des compétitions de kayak seulement jusqu’à ce qu’un entraîneur lui dise qu’il était naturellement doué pour le canoë.
En juin 2024, Baldoni a été nommé dans l'équipe olympique canadienne de 2024. Cela marquera les débuts olympiques de Baldoni,.